# Damora dellabeffae
Damora dellabeffae är en fjärilsart som beskrevs av Rocci 1929. Damora dellabeffae ingår i släktet Damora och familjen praktfjärilar. Inga underarter finns listade i Catalogue of Life.